# Generation Kill (Band)
Generation Kill ist eine US-amerikanische Thrash-Metal-/Crossover-Thrash-Band aus Congers, New York. Die Band hat bislang drei Studioalben veröffentlicht.

## Geschichte
Die Band wurde im Jahre 2008 vom damaligen Exodus-Sänger Rob Dukes und dem ehemaligen M.O.D.- und Pro-Pain-Bassisten Rob Moschetti gegründet. Komplettiert wurde die erste Bandbesetzung von den Gitarristen Jason Trenczer (ex-Mutilation) und Louis Lehman sowie dem Mortician-Schlagzeuger Sam Inzerra. Im Jahre 2011 erschien das Debütalbum Red, White and Blood über das französische Label Season of Mist. Da die Musiker zu wenig Geld zur Verfügung hatten, wurde das Album in Dukes’ Haus in Eigenregie aufgenommen.
Das Album erzählt die Geschichte eines Kriegsveteranen, der durch die traumatischen Kriegserlebnisse nach seiner Heimkehr zum Serienmörder wird. Nach der Veröffentlichung des Debüts verließen Louie Lehman und Sam Inzerra die Band und wurden durch Jason Velez und den ehemaligen Merauder-Schlagzeuger Jim DeMaria ersetzt. Da Season of Mist das Album laut Dukes kaum beworben haben, entschlossen sich die Musiker, für das nächste Album eine neue Plattenfirma zu suchen.
Im Sommer 2013 spielte die Band eine Europatournee im Vorprogramm der Band Heathen und wurde anschließend von Nuclear Blast unter Vertrag genommen. Das zweite Studioalbum We’re All Gonna Die erschien im November 2013 und wurde von Chris „Zeuss“ Harris produziert. Für das Albumcover verwendete die Band eine Fotografie von Dan Carpenter, die die Opfer des Vulkanausbruchs des Vesuvs in der antiken Stadt Herculaneum zeigt.
2017 kooperierte die Band mit dem Run-D.M.C.-Mitglied Darryl McDaniels und veröffentlichte unter dem Namen Fragile Mortals ein Album, das Thrash Metal mit Hip-Hop kombiniert.

## Diskografie
- 2011: Red, White and Blood (Season of Mist)
- 2013: We’re All Gonna Die (Nuclear Blast)
- 2022: MKUltra (Art Is War Records)